# Wakatipumeer
Het Wakatipumeer (Engels: Lake Wakatipu) is een meer op het Zuidereiland van Nieuw-Zeeland. Het is duidelijk ooit een gletsjer geweest, hoewel het volgens een Maori-legende werd gevormd door de afdruk van een slapende demon, die levend verbrand werd door de minnaar van een door de demon gevangen gehouden Maorimeisje. Omdat zijn hart nog altijd klopt, stijgt en daalt het meer iedere vijf minuten 7 cm!
Het Wakatipumeer is na het Te Anaumeer het grootste van de zuidelijke ijsmeren en is op sommige plaatsen 380 meter diep. De steile, rotsige hellingen van de The Remarkables staan tot aan de oevers van het meer, en het lagergelegen stadje Queenstown beslaat een van de weinige stukjes relatief vlak land in de omgeving.